# Привибійний простір
Привибійний простір (рос. призабойное пространство, англ. face space, face area, working area, нім. Vorortraum m, abbaunaher Raum m, Strebraum m) -

1. Привибійний простір в усіх гірничих виробках (окрім довгих очисних) — простір всередині гірничої виробки (на довжині до декількох десятків метрів), що примикає до вибою виробки і в якому знаходяться вибійне електромеханічне обладнання та обслуговуючий його персонал. Виняток можуть складати прохідницькі вентилятори, котрі, як і розподільні пристрої електроенергії, як правило, знаходяться не в привибійному просторі, а на відстані до декількох сотень метрів від вибою.
2. Привибійний простір довгої очисної виробки (лави) — простір всередині очисної виробки між вибоєм та спеціальним кріпленням, що огороджує очисну виробку від виробленого простору. Служить для розміщення виймальних машин, засобів доставки, вибійного кріплення та людей, що працюють у лаві, а також для руху потоку рудникового повітря. В залежності від гірничогеологічних умов та прийнятої технології виймання вугілля ширина привибійного простору може знаходитися у межах від 1,5 до 4 — 5 м, а інколи й більше.